# 业余体育

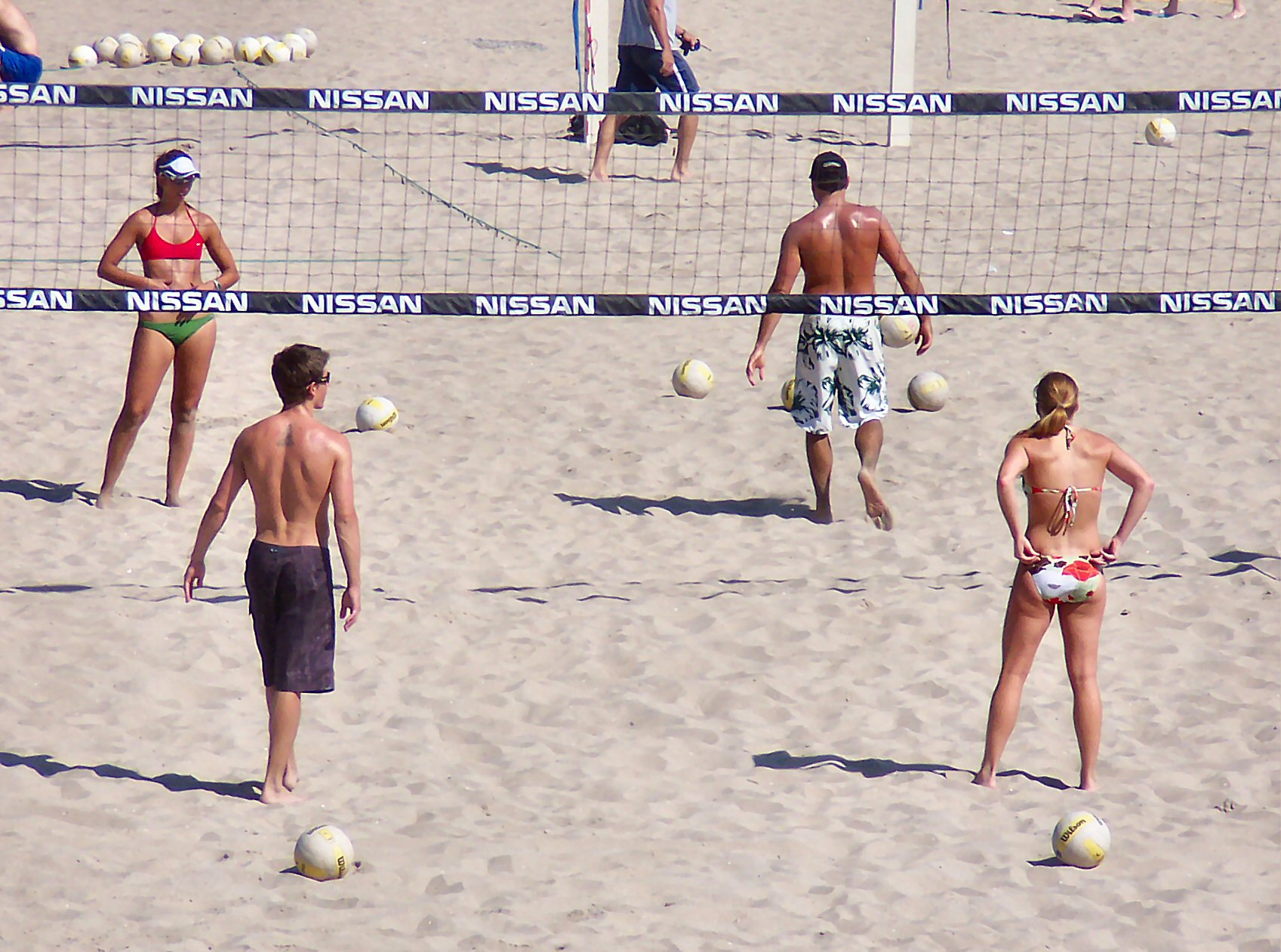
業餘沙灘排球混雙比賽

业余体育是指参与者參加体育运动時不會拿到报酬的体育运动。與此相對的則是職業運動。业余体育參與者的水平不如職業选手，因为職業选手可以全职训练。實際上全世界絕大多数体育运动的参与者都是业余体育參與者。